# Kalmasaari (ö i Kajanaland, Kehys-Kainuu, lat 65,12, long 28,31)
Kalmasaari är en ö i Finland. Den ligger i sjön Naamankajärvi och Polvijärvet och i kommunen Suomussalmi i den ekonomiska regionen  Kehys-Kainuu  och landskapet Kajanaland, i den centrala delen av landet, 600 km norr om huvudstaden Helsingfors. Öns area är 0,2 hektar och dess största längd är 50 meter i sydöst-nordvästlig riktning.